# Kamienica Helmuta Schwartza
Kamienica Helmuta Schwartza – modernistyczna kamienica położona przy ulicy Piotrkowskiej 134 w Łodzi.

## Historia
Na mocy protokołu deklaracyjnego, spisanego w lipcu 1834, plac nr 70 przy ul. Piotrkowskiej (dz. Piotrkowska 134) objął tkacz przybyły z Czech, Gottlieb Seiberlich. Zobowiązał się on wówczas do „utrzymywania w ciągłym ruchu fabryki wyrobów bawełnianych, składającej się z 3 warsztatów, przy której 2 czeladzi użytych będzie”, a także do wybudowania drewnianego domu.
W listopadzie 1841 Seiberlich sprzedał nieruchomość tkaczowi z Górnego Śląska Jozefowi Stokloss (Stockloss). W tym czasie na froncie działki stał drewniany dom mieszkalny. Do połowy lat 80. Stokloss wykupił grunt działki. Jego rodzina mieszkała pod tym adresem ponad 40 lat.
Od drugiej połowy lat 80. posesja przy Piotrkowskiej 134, wraz z sąsiednią, przy Piotrkowskiej 136, była w rękach rodziny Schmieder. Przy czym taryfa domów z 1920 r. dalej wymieniała rodzinę Schmieder jako właścicieli. Natomiast pod koniec lat 20. XX w. nieruchomość należała do Maksa Hoffrichtera.
W 1934 posesję przy Piotrkowskiej 134 kupił Helmut Schwartz. W tym samym roku, w podwórzu, Schwartz wystawił dom z oficyną, według projektu Zdzisława Rydzewskiego. W 1935 rozpoczęła się budowa kamienicy frontowej, której autorem projektu był Radosław Hans. Prace zakończono w 1939.
W 1945 po II wojnie światowej budynek przeszedł na własność skarbu państwa i został przekazany pod zarząd i użytkowanie Dyrekcji Państwowego Monopolu Spirytusowego.

## Charakterystyka
Mimo całkowitego braku dekoracji kamienica zachowuje podstawowe klasyczne zasady. Wyraźny jest podział na część dolną, rozwinięcie w postaci czterech kondygnacji mieszkalnych i zwieńczenie, w postaci kondygnacji mezzanina. Zasada trójpodziału organizuje także część mieszkalną, trzyosiowa część środkowa flankowana jest dwoma skrajnymi wykuszami. Budowla zachowuje zasady wyznaczone przez tradycję dla zabudowy śródmiejskiej.
Budynek jest wpisany pod numerem 1056 do gminnej ewidencji zabytków.